# Arquidiocese de Madri
A Arquidiocese de Madri (em latim: Archidiœcesis Matritensis) é uma arquidiocese da Igreja Católica na Espanha. Foi criada em 7 de março de 1885 e elevada em 25 de março de 1964. Em 2016 sua jurisdição contava 481 paróquias, atendidas por 1390 sacerdotes seculares e 1676 regulares, com uma população de 3,5 milhões católicos, ou seja, 86,9% do total da população.
A sede da arquidiocese é a Catedral de Santa Maria a Real de Almudena. Seu atual arcebispo é José Cobo Cano.

## História
A diocese de Madri, com o nome de diocese de Madrid-Alcalá foi criada em 7 de março de 1885, sendo pontífice o Papa Leão XIII, sobre territórios então pertencentes à arquidiocese de Toledo. Desde mais de três séculos antes, Madri era capital de Espanha, mas os arcebispos de Toledo, Primazes da Espanha, se opunham à criação da diocese, temerosos de perder sua influência na Corte.
No mesmo ano de 1885, foi criado o seminário diocesano, dedicado a São Boaventura. Em 25 de março de 1964, a diocese foi elevada à arquidiocese. Em 23 de julho de 1991, a arquidiocese cede parte de seu território para a ereção das dioceses de Alcalá de Henares e de Getafe e tornou-se, assim, uma arquidiocese metropolitana.
Em 15 de junho de 1993, o Papa João Paulo II consagrou a catedral de Madri, cuja primeira pedra foi colocada pelo Rei Alfonso XII em 4 de abril de 1883.

## Prelados
Cronologia da administração local:
|                   | Nome                                    | Período    | Notas                                           |
| Arcebispos        | Arcebispos                              | Arcebispos | Arcebispos                                      |
| ----------------- | --------------------------------------- | ---------- | ----------------------------------------------- |
| 6º                | José Cardeal Cobo Cano                  | 2023-      | atual                                           |
| 5º                | Carlos Cardeal Osoro Sierra             | 2014-2023  | Arcebispo emérito                               |
| 4º                | Antonio Maria Cardeal Rouco Varela      | 1994–2014  | Arcebispo emérito                               |
| 3º                | Angel Cardeal Suquía Goicoechea         | 1983–1994  |                                                 |
| 2º                | Vicente Enrique Cardeal y Tarancón      | 1972–1983  |                                                 |
| 1º                | Casimiro Morcillo González              | 1964–1971  |                                                 |
| Bispos            |                                         |            |                                                 |
| 7º                | Leopoldo Eijo y Garay                   | 1923–1963  |                                                 |
| 6º                | Prudencio Melo y Alcalde                | 1917–1922  | Nomeado Arcebispo de Valência                   |
| 5º                | José María Salvador y Barrera           | 1906–1916  | Nomeado Arcebispo de Valência                   |
| 4º                | Victoriano Guisasola y Menéndez         | 1902–1905  | Nomeado Arcebispo de Valência                   |
| 3º                | José María Justo Cos y Macho            | 1892–1901  | Nomeado Arcebispo de Valladolid                 |
| 2º                | Ciriaco María Sancha y Hervas           | 1886–1892  | Nomeado Arcebispo de Valência                   |
| 1º                | Narciso Martínez Izquierdo              | 1885–1886  |                                                 |
| Bispos Auxiliares |                                         |            |                                                 |
|                   | José Antonio Álvarez Sánchez            | 2024-      | Atual                                           |
|                   | Vicente Martín Muñoz                    | 2024-      | Atual                                           |
|                   | José Cobo Cano                          | 2017-2023  | Elevado a Arcebispo                             |
|                   | Santos Montoya Torres                   | 2017-2022  | Nomeado Bispo de Calahorra y La Calzada-Logroño |
|                   | Jesús Vidal Chamorro                    | 2017-2024  | Nomeado Bispo de Segóvia                        |
|                   | Juan Antonio Martínez Camino, S.J.      | 2007-atual |                                                 |
|                   | Eugenio Romero Pose                     | 1997-2007  |                                                 |
|                   | César Augusto Franco Martínez           | 1996-2014  | Nomeado Bispo de Segóvia                        |
|                   | Fidel Herráez Vegas                     | 1996-2015  | Nomeado Arcebispo de Burgos                     |
|                   | Luis Gutiérrez Martín, C.M.F.           | 1988-1995  | Nomeado Bispo de Segóvia                        |
|                   | Agustín García-Gasco y Vicente          | 1985-1992  | Nomeado Arcebispo de Valência                   |
|                   | Francisco Javier Martínez Fernández     | 1985-1996  | Nomeado Bispo de Córdoba                        |
|                   | Francisco José Pérez y Fernández-Golfin | 1985-1991  | Nomeado Bispo de Getafe                         |
|                   | Victorio Oliver Domingo                 | 1972-1976  | Nomeado Bispo de Tarazona                       |
|                   | José Manuel Estepa Llaurens             | 1972-1983  | Nomeado Arcebispo do Ordinário Militar          |
|                   | Alberto Iniesta Jiménez                 | 1972-1998  |                                                 |
|                   | Ricardo Blanco Granda                   | 1969-1986  |                                                 |
|                   | Ramón Echarren Istúriz                  | 1969-1978  | Nomeado Bispo de Ihas Canárias                  |
|                   | Angel Morta Figuls                      | 1965-1972  |                                                 |
|                   | José Guerra Campos                      | 1964-1973  | Nomeado Bispo de Cuenca                         |
|                   | Maximino Romero de Lema                 | 1964-1968  | Nomeado Bispo de Ávila                          |
|                   | Juan Ricote Alonso                      | 1951-1965  | Nomeado Bispo-coadjutor de Teruel y Albarracín  |
|                   | José María García Lahiguera             | 1950-1964  | Nomeado Bispo de Huelva                         |
|                   | Casimiro Morcillo González              | 1943-1950  | Nomeado Bispo de Bilbao                         |